# Grand Theft Auto V (trilha sonora)
A banda sonora,PT trilha sonoraBR de Grand Theft Auto V, como em outros jogos da série, possui várias estações de rádio que tocam diferentes estilos de músicas quando o jogador entra em um veiculo do jogo. As estações têm músicas licenciadas, conversa de locutor e publicidade em forma de paródia. As estações podem ser acedidas através de uma pequena roda de secção. O jogo tem 17 estações e 240 canções licenciadas, 15 são estações de musica e as outras duas são estações generalistas. O jogo também tem uma banda sonora original dinâmica composta por Tangerine Dream, Woody Jackson, Alchemist e Oh No, que toca em algumas das missões do jogo.

## Estações musicais

### The Blue Ark
DJ: Lee "Scratch" Perry
Gênero: Reggae, dub, dancehall
Lista de Faixas
- Chronixx – "Odd Ras"
- Dennis Brown – "Money In My Pocket"
- Gregory Isaacs – "Night Nurse"
- Half Pint – "Crazy Girl"
- Joe Gibbs & The Professionals – "Chapter Three"
- Junior Delgado – "Sons Of Slaves"
- Konshens – "Gun Shot A Fire"
- Lee Perry & The Upsetters – "I Am A Madman"
- Lee "Scratch" Perry & The Full Experience – "Devil Disco"
- The Upsetters – "Grumblin' Dub"
- Tommy Lee Sparta – "Psycho"
- Vybz Kartel feat. Popcaan – "We Never Fear Deam (So Bad Riddim"
- Yellowman – "Nobody Move, Nobody Get Hurt"
- Protoje – "Kingston Be Wise"

Exclusivas para PS4, XBOX ONE & PC:
- Danny Hensworh – "Mr. Money Man" *
- Demarco – "Loyals (Royals Remix)"
- Busy Signal feat. Damian Marley – "Kingston Town" *
- I-Octane – "Topic of the Day"
- Lee "Scratch" Perry – "Money Come and Money Go"
- Lee "Scratch" Perry – "Roast Fish & Cornbread"
- Vybz Kartel – "Addi Truth"

(* músicas que foram originalmente cortadas de versões anteriores do jogo)

### WorldWide FM
DJ: Gilles Peterson
Gênero: Chillwave, Jazz-Funk, World, Post-Dubstep, Neo Soul, Alternative Hip-Hop, Minimal Techno, Post-Rock, House, Trip-Hop, Alternative R&B
Lista de Faixas:
- Candido – "Thousand Finger Man"
- Cashmere Cat – "Mirror Maru"
- Django Django – "Waveforms"
- Donald Byrd – "You and the Music"
- Gaslamp Killer – "Nissim"
- Guts – "Brand New Revolution"
- Hackman – "Forgotten Notes"
- Kiko Navarro, Tuccilo and Amor – "Lovery (Soul Cuban Vibe Mix)"
- Kyodai – "Breaking"
- Inc. – "The Place"
- Mala – "Ghost"
- Owiny Sigoma Band – "Harpoon Land"
- Richard Spaven, Vincent Helbers and Jonas Lonnas – "1750 (Outra)"
- Swindle – "Forest Funk"
- The Hics – "Cold Air"
- Tom Browne – "Throw Down"
- Toro y Moi – "Harm in Change"
- Trickski – "Beginnings"
- Yuna – "Live Your Life (MELO-X MOTHERLAND GOD MIX)"
- Maga Bo – "No Balanço da Canoa"

### FlyLo FM
DJ: Flying Lotus
Gênero: IDM, Experimental Electronic, Glitch-Hop, Alternative Hip-Hop, Deep House, Trap, Soul
Lista de Faixas:
- Aphex Twin – "Windowlicker"
- Captain Murphy – "Evil Grin"
- Clams Casino – "Crystals"
- Dabrye – "Encoded Flow"
- DJ Rashad and Heavee D – "It’s Wack"
- Hudson Mohawke – "100hm"
- Kingdom – "Stalker"
- Machinedrum – "She Died There"
- Outkast – "Elevators (Me & You)"
- Flying Lotus – "Be Spin"
- Flying Lotus – "Catapult Man"
- Flying Lotus – "Crosswerved"
- Flying Lotus – "Computer Face Rmx"
- Flying Lotus – "Stonecutters"
- Flying Lotus – "The Diddler"
- Flying Lotus featuring Erykah Badu – "See Thru To U"
- Flying Lotus featuring Niki Randa – "Getting There"
- Flying Lotus featuring Niki Randa – "The Kill"
- Shadow Child – "23"
- Thundercat – "Oh Sheit It's X"
- Tyler, The Creator – "Garbage"

### The Lowdown 91.1
DJ: Pam Grier
Gêneros: soul, R&B, funk, disco, quiet storm
Lista de Faixas:
- Aaron Neville – "Hercules"
- B.T. Express – "Do It ('Til You're Satisfied)"
- El Chicano – "Viva Tirado"
- George McCrae - "I Get Lifted"
- Marlena Shaw – "California Soul"
- Smokey Robinson & the Miracles – "Cruisin'"
- The Delfonics – "Ready or Not Here I Come (Can't Hide from Love)"
- The Five Stairsteps – "Ooh Child (Things Are Gonna Get Easier)"
- The Soul Searchers – "Ashley’s Roachclip"
- The Trammps – "Rubber Band"
- Undisputed Truth – "Smiling Faces Sometimes"
- War – "Cisco Kid"

### The Lab FM
DJ: The Alchemist and Oh No
Lista de Faixas
- Gangrene featuring Samuel T. Herring & Earl Sweatshirt - "Play It Cool"
- Ab-Soul featuring Aloe Blacc – "Trouble"
- Tunde Adebimpe featuring Sal P & Sinkane – "Speedline Miracle Masterpiece"
- MC Eiht & Freddie Gibbs featuring Kokane – "Welcome to Los Santos"
- Phantogram – "K.Y.S.A"
- Vybz Kartel – "Fast Life"
- King Avriel featuring A$AP Ferg – "20's 50's 100's"
- MNDR featuring Killer Mike - "Lock & Load"
- Popcaan featuring Freddie Gibbs – "Born Bad"
- E-40 featuring Dam-Funk & Ariel Pink – "California"
- Wavves - "Leave"
- Curren$y & Freddie Gibbs – "Fetti"
- Little Dragon – "Wanderer"

### Radio Mirror Park
DJ: Twin Shadow
Gênero: Synthpop, Indietronica, Electronic, Daytime Disco, Chillwave, Psychedelic Pop, Neopsicodelia, Gothic Pop, House, Dance-Punk, Electronic Rock, Dream Pop, Alternative R&B
Lista de Faixas:
- Age of Consent – "Colours"
- Battle Tapes – "Feel the Same"
- Black Strobe – "Boogie in Zero Gravit"
- Dan Croll – "From Nowhere (Baardsen Remix)"
- DJ Mehdi – "Lucky Boy (Outlines Remix)"
- Favoured Nations – "The Set Up"
- Feathers – "Dark Matter"
- Health – "High Pressure Dave"
- Jai Paul – "Jasmine"
- Living Days – "Little White Lie"
- Miami Horror – "Sometimes"
- Neon Indian – "Change of Coast"
- Nite Jewel – "Nowhere to Go"
- Poolside – "Do You Believe?"
- The C90's – "Shine a Light (Flight Facilities Remix)"
- The Chain Gang of 1974 – "Sleepwalking"
- Tony Castle – "Heart in the Pipes (Kauf Remix)"
- Toro y Moi – "So Many Details"
- Twin Shadow – "Old Love/New Love"
- Twin Shadow – "Shooting Holes"
- Yacht – "Psychic City"
- Yeasayer – "Don't Come Close"

### Space 103.2
DJ: Bootsy Collins
Gênero: Funk, R&B, Groove, Disco, Pós-disco
Lista de Faixas:
- Bernard Wright – "Haboglabotribin'"
- Bootsy Collins – "I’d Rather Be with You"
- D. Train – "You're the One for Me"
- Eddie Murphy – "Party All the Time"
- Evelyn "Champagne" King – "I'm in Love (12" Dance Mix) "
- Kano – "Can't Hold Back (Your Loving)"
- Kleeer – "Tonight"
- One Way – "Cutie Pie"
- Rick James – "Give It to Me Baby"
- Sho Nuff – "Funkasize You"
- Stevie Wonder – "Skeletons"
- Taana Gardener – "Heartbeat"
- Zapp – "Heartbreaker"

Exclusivas para PS4, XBOX ONE & PC:
- Billy Ocean - Nights (Feel Like Getting Down)
- Cameo - "Back And Forth"
- Central Line - Walking Into Sunshine
- Dazz Band - Joystick
- Fatback Band - Gotta Get My * Hands (On Some Money)
- Imagination - Flashback
- Parliament - Flash Light
- Parliament - Mothership Connection (Star Child)
- Zapp - Do It Roger

### Vinewood Boulevard Radio
DJ: Nate Williams and Stephen Pope
Gênero: Alternative Rock, Indie Rock, Garage Rock, Psychedelic Rock, Noise Rock, Post-Punk, Punk Rock, Hardcore Punk, Pop Punk, Grunge, Post-Hardcore
Lista de Faixas:
- Bass Drum of Death – "Crawling After You"
- Ceremony – "Hysteria"
- FIDLAR – "Cocaine"
- Hot Snakes – "This Mystic Decade"
- METZ – "Wet Blanket"
- Moon Duo – "Sleepwalker"
- Sam Flax – "Fire Doesn't Burn Itself"
- Shark? – "California Grrls"
- The Black Angels – "Black Grease"
- Thee Oh Sees – "The Dream"
- Ty Segall Band – "Diddy Wah Diddy"
- Wavves – "Nine is God"

### Blonded Los Santos 97.8 FM
DJ: Frank Ocean
Gênero: Contemporary R&B, Soul, Psychedelic Rock, Rap, Cloud Rap, Hip-Hop, Experimental Electronica, IDM, Detroit Techno, Horrorcore, Grime, Soukous
Lista de Faixas:
- Todd Rundgren - "International Feel"
- Panda Bear - "Mr Noah"
- Frank Ocean - "Provider"
- ScHoolboy Q feat. Lance Skiiiwalker - "Kno Ya Wrong"
- SWV - "Rain"
- Joy Again - "On A Farm"
- Frank Ocean - "Ivy"
- Curtis Mayfield - "So In Love"
- Marvin Gaye - "When Did You Stop Loving Me, When Did I Stop Loving You"
- Les Ya Toupas Du Zaire - "Je ne bois pas beaucoup"
- Drexciya - "Andreaen Sand Dunes"
- Jay-Z - "Dead Presidents II"
- Frank Ocean - "Crack Rock"
- MC Mack - "EZ Come, EZ Go"
- Aphex Twin - "IZ-US"
- Burial - "Hiders"
- Future - "Codeine Crazy"
- Frank Ocean - "Chanel"
- Lil Uzi Vert - "For Real"
- Migos - "First 48"
- Suspect - "FBG"
- Frank Ocean - "Nights"
- Gunna feat. Playboi Carti - "YSL"
- Chief Keef feat. King Louie - "Winnin'"
- Lil Sko - "Miss White Cocaine"
- Jme feat. Giggs - "Man Don't Care"
- (Sandy) Alex G - "Master"
- Frank Ocean - "Pretty Sweet"

### Los Santos Underground Radio
Gênero: Techno, House, Acid House, Minimal Techno, Disco, Deep House, Electronic Music, Dance Music
Solomun Setlist:
- Am$trad Billionaire - "The Plan"
- Ara Koufax - "Natural States (Edit)"
- Swayzak - "In The Car Crash (Headgear 'Always Crashing In The Same Car' Mix)"
- D. Lynnwood - "Bitcoins (Original Mix)"
- Bryan Ferry - "Don't Stop The Dance (Todd Terje Remix)"
- Denis Horvat - "Madness Of Many"
- Johannes Brecht - "Incoherence"
- Solomun - "Ich Muss Los"
- Matthew Dear - "Monster"
- Truncate - "WRKTRX3"
- Floorplan - "Spin (Original Mix)"
- Cevin Fisher - "The Freaks Come Out (Original 2000 Freak Mix)"
- Chris Lum - "You're Mine (Clean Version)"
- Alex Metric & Ten Ven - "The Q"
- Solomun - "Customer Is King"
- Adam Port - "Planet 9"
- Dubfire - "The End To My Beginning"
- Leonard Cohen - "You Want It Darker (Solomun Remix)"

Tale Of Us Setlist:
- Tale of Us - "Overture"
- Tale of Us - "1911"
- Tale of Us - "Trevor's Dream"
- Tale of Us - "Vinewood Blues"
- Tale of Us - "Anywhere"
- Tale of Us - "Symphony Of The Night"
- Tale of Us - "Another World"
- Tale of Us - "The Portal"
- Tale of Us - "Solitude"
- Tale of Us - "Morgan's Fate"
- Tale of Us - "Fisherman's Horizon"
- Tale of Us - "Myst"
- Tale of Us - "Seeds"
- Tale of Us - "Endless Journey"
- Tale of Us - "Valkyr"
- Tale of Us - "In Hyrule"
- Tale of Us - "Disgracelands"
- Tale of Us - "Heart Of Darkness"

Dixon Setlist:
- Carl Finlow - "Convergence"
- Caravaca - "Yes I Do"
- Warp Factor 9 - "The Atmospherian (Tornado Wallace Remix)"
- Mashrou' Leila - "Roman (Bas Ibellini Mix)"
- Future Four - "Connection (I-Cube Rework)"
- Rite De Passage - "Quinquerime"
- The Egyptian Lover - "Electro Pharaoh (Instrumental)"
- Marcus L. - "Telstar"
- Romanthony - "Bring U Up (Deetron Edit)"
- Solar - "5 Seconds"
- Sharif Laffrey - "And Dance"
- Ron Hardy - "Sensation (Dub Version)"
- Aux 88 - "Sharivari (Digital Original Aux 88 Mix)"
- Oni Ayhun - "OAR03-B"
- TCK FT. JG - "Reach Out Your Hand (Erol Alkan Rework) - GTA Edit"

The Black Madonna Setlist:
- Ron Hardy - "Sensation"
- Derrick Carter - "Where Ya At"
- Tiga - "Bugatti"
- Metro Area - "Miura"
- The Black Madonna - "A Jealous Heart Never Rests"
- Art of Noise - "Beat Box (Diversion One)" *
- The Black Madonna feat. Jamie Principle - "We Still Believe"
- Nancy Martin - "Can't Believe"
- P-Funk All Stars - "Hydraulic Pump Pt. 3"
- Steve Poindexter - "Computer Madness"
- Ten City - "Devotion"
- The Black Madonna - "We Can Never Be Apart"
- Joe Jackson - "Steppin' Out" **
- The Black Madonna - "He Is The Voice I Hear"

(* esta música também está presente em Grand Theft Auto: Vice City Stories)
(** esta música também está presente em Grand Theft Auto: Vice City)

### iFruit Radio
DJ: Danny Brown and Skepta
Gênero: Rap, Trap
Lista de Faixas
- Megan Thee Stallion ft DaBaby – Cash Shit
- Freddie Gibbs & Madlib – Crime Pays
- Skepta ft Nafe Smalls – Greaze Mode
- Pop Smoke – 100K on the Coupe
- slowthai – I Need
- Danny Brown – Dance In The Water
- The Egyptian Lover – Everything She Wants
- Burna Boy ft Zlatan – Killin Dem
- Skepta & AJ Tracey – Kiss and Tell
- D-Block Europe – Kitchen Kings
- JME ft Giggs – Knock Your Block Off
- Travis Scott – HIGHEST IN THE ROOM
- Yung Thug ft Gunna and Travis Scott – Hot (Remix)
- DaBaby ft Kevin Gates – POP STAR
- Kranium feat AJ Tracey – Money In The Bank
- J Hus – Must Be
- Baauer and Channel Tres feat. Danny Brown – Ready to Go
- D Double E & Watch the Ride ft DJ Die, Dismantle and DJ Randall – Original Format
- Shoreline Mafia – Wings
- Alkaline – With the Thing
- Headie One ft Skepta – Back to Basics (Floating Points Remix)
- City Girls – Act Up
- Denzel Curry & YBN Cordae – Alienz
- Koffee ft Gunna – W
- DaBaby – BOP
- Naira Marley – Opotoyi (Marlians)
- ScHoolboy Q – Numb Numb Juice
- ESSIE GANG ft SQ Diesel – Pattern Chanel

### Los Santos Rock Radio
DJ: Kenny Loggins
Gênero: Classic Rock, Pop Rock, Power Pop, Hard Rock, new wave, Soft Rock, Progressive Rock, Blues Rock, Folk Rock, Gothic Rock, Glam Rock, Psychedelic Rock, Heavy Metal
Lista de Faixas:
- Billy Squier – "Lonely Is The Night"
- Bob Seger and the Silver Bullet Band – "Hollywood Nights"
- Bob Seger and the Silver Bullet Band – "Night Moves"
- Chicago – "If You Leave Me Now"
- Def Leppard – "Photograph"
- Don Johnson – "Heartbeat"
- Elton John – "Saturday Night's Alright for Fighting"
- Foreigner – "Dirty White Boy"
- Greg Kihn Band – "The Breakup Song (They Don't Write 'Em)"
- Gerry Rafferty – "Baker Street"
- Julian Lennon – "Too Late for Goodbyes"
- Kenny Loggins – "I'm Free (Heaven Helps the Man)"
- Phil Collins – "I Don't Care Anymore"
- Queen – "Radio Ga Ga"
- Robert Plant – "Big Log"
- Simple Minds – "All the Things She Said"
- Small Faces – "Ogdens’ Nut Gone Flake"
- Steve Miller Band – "Rock'n Me"
- Steve Winwood – "Higher Love"
- Stevie Nicks – "I Can't Wait"
- The Alan Parsons Project – "I Wouldn’t Want to be Like You"
- The Cult – "Rain"
- The Doobie Brothers – "What a Fool Believes"

Exclusivas para PS4, XBOX ONE & PC:
- Alannah Myles – "Black Velvet" *
- Belinda Carlisle - "Circle in the Sand"
- Boston – "Peace of Mind"
- Broken English – "Comin' On Strong"
- Creedence Clearwater Revival – "Fortunate Son"
- Harry Chapin – "Cat's in the Cradle"
- Humble Pie – "30 Days in the Hole"
- Kansas – "Carry On Wayard Son"
- Kenny Loggins – "Danger Zone"
- Mountain – "Mississipi Queen"
- Pat Benatar – "Shadows of The Night"
- Starship – "We Built This City"
- Survivor – "Burning Heart"
- YES - "Roundabout"
- ZZ Top – "Gimme All Your Lovin"

(* música que foi originalmente cortada de versões anteriores do jogo)

### Non-Stop-Pop FM
DJ: Cara Delevingne
Gênero: Pop, Pop Rock, R&B, Dance, house, Electronica, New Wave, Hip-Hop, Synthpop, Alternative Rock, Trip-Hop, Indie Pop, Nu-Funk
Lista de Faixas:
- All Saints – "Pure Shores"
- Amerie – "1 Thing"
- Britney Spears – "Gimme More"
- Corona – "The Rhythm of the Night"
- Fergie feat. Ludacris – "Glamorous"
- Hall and Oates – "Adult Education"
- Jane Child – "Don't Wanna Fall in Love"
- Kelly Rowland – "Work (Freemasons Remix)"
- Mis-Teeq – "Scandalous"
- Modjo – "Lady (Hear Me Tonight)"
- N-Joi – "Anthem"
- Pet Shop Boys – "West End Girls"
- Rihanna – "Only Girl (In the World)"
- Robyn feat. "Kleerup – With Every Heartbeat"
- Stardust – "Music Sounds Better with You"
- Wham! – "Everything She Wants"

Exclusivas para PS4, XBOX ONE & PC:
- Backstreet Boys – "I Want It That Way"
- The Black Eyed Peas – "Meet Me Halfway" *
- Bobby Brown – "On Our Own"
- Bronski Beat – "Smalltown Boy"
- Cassie – "Me & U" *
- Dirty Vegas – "Days Go By"
- Gorillaz feat. De La Soul – "Feel Good Inc."
- INXS – "New Sensation"
- Jamiroquai – "Alright"
- Lady Gaga – "Applause"
- Living In A Box – "Living In A Box"
- Lorde – "Tennis Court"
- M.I.A. – "Bad Girls"
- M83 – "Midnight City"
- Mike Posner – "Cooler Than Me" *
- Moloko – "The Time Is Now" *
- Morcheeba – "Tape Loop" *
- Maroon 5 feat. Christina Aguilera – "Moves Like Jagger"
- Naked Eyes – "Promises, Promises"
- Real Life – "Send Me an Angel '89"
- Robbie Williams feat. Kylie Minogue – "Kids" *
- Robert Howard feat. Kym Mazelle – "Wait"
- Simply Red – "Something Got Me Started (Hurley's House Mix)"
- Sly Fox – "Let's Go All the Way"
- Sneaker Pimps – "6 Underground" *
- Taylor Dayne – "Tell It to My Heart"

(* músicas que foram originalmente cortadas de versões anteriores do jogo)

### Radio Los Santos
DJ: Big Boi
Gênero: Hip-Hop, Rap
Lista de Faixas:
| Ano  | Titulo da Música    | Artista                                        |
| ---- | ------------------- | ---------------------------------------------- |
| 2012 | "ILLuminate"        | Ab-Soul com Kendrick Lamar                     |
| 2013 | "Life of a Mack"    | 100s                                           |
| 2013 | "R-Cali"            | A$AP Rocky com Aston Matthews & Joey Fatts     |
| 2013 | "Smokin and Ridin"  | BJ the Chicago Kid com Freddie Gibbs & Problem |
| 2012 | "Still Livin'"      | Freddie Gibbs                                  |
| 2013 | "How It Was"        | Future                                         |
| 2013 | "Bassheads"         | Gangrene                                       |
| 2011 | "Too Hood"          | Gucci Mane com Ciara                           |
| 2011 | "Hood Gone Love It" | Jay Rock com Kendrick Lamar                    |
| 2011 | "A.D.H.D."          | Kendrick Lamar                                 |
| 2013 | "Hold Up"           | Marion Band$ com Nipsey Hussle                 |
| 2013 | "Say That Then"     | Problem com Glasses Malone                     |
| 2012 | "Ali Bomaye"        | The Game com 2 Chainz & Rick Ross              |
| 2012 | "Slow Down"         | Clyde Carson com The Team                      |
| 2013 | "I'm a Real 1"      | YG                                             |

| Ano  | Titulo da Música         | Artista                                         |
| ---- | ------------------------ | ----------------------------------------------- |
| 2013 | "Bugatti"                | Ace Hood com Future & Rick Ross                 |
| 2014 | "Hunnid Stax"            | Ab-Soul com Schoolboy Q                         |
| 2013 | "Work"                   | ASAP Ferg                                       |
| 2014 | "Came Thru/Easily"       | Chuck Inglish com Ab-Soul & Mac Miller          |
| 2013 | "Kush Coma"              | Danny Brown com A$AP Rocky & Zelooperz          |
| 2014 | "Bad News"               | Danny Brown and Action Bronson                  |
| 2014 | "Sellin' Dope"           | Freddie Gibbs and Mike Dean                     |
| 2010 | "Relaxin'"               | G-Side                                          |
| 2012 | "Swimming Pools (Drank)" | Kendrick Lamar                                  |
| 2014 | "Do It Big"              | Problem & Iamsu! com Bad Lucc & Sage the Gemini |
| 2013 | "Collard Greens"         | Schoolboy Q com Kendrick Lamar                  |
| 2013 | "Millions"               | Skeme                                           |
| 2013 | "Upper Echelon"          | Travi$ Scott com T.I & 2 Chainz                 |
| 2014 | "Every Day"              | Trouble                                         |
| 2013 | "Work"                   | Young Scooter com Gucci Mane                    |
| 2014 | "I Can't Wait"           | Young Scooter com Trinidad James                |

### Channel X
DJ: Keith Morris
Gênero: Punk Rock, Hardcore Punk
Lista de Faixas:
- Agent Orange – "Bored of You"
- Black Flag – "My War"
- Circle Jerks – "Rock House"
- Fear – "The Mouth Don’t Stop (The Trouble with Women Is)"
- Off! – "What’s Next?"
- The Adolescents – "Amoeba"
- The Descendents – "Pervert"
- The Germs – "Lexicon Devil"
- The Weirdos – "Life of Crime"
- T.S.O.L. – "Abolish Government/Silent Majority"
- Suicidal Tendencies – "Subliminal"
- Youth Bridage – "Blown Away"

Exclusivas para PS4, XBOX ONE & PC:
- D.O.A. – "The Enemy"
- D.R.I. – "I Don't Needy Society" *
- MDC – "John Wayne Was A Nazi"
- Redd Kross – "Linda Blair" *
- The Zeros – "Don't Push Me Around" *
- X – "Los Angeles" *

(* músicas que foram originalmente cortadas de versões anteriores do jogo)

### Rebel Radio
DJ: Jesco White
Gênero: Outlaw Country, Country Rock, Southern Rock, Rockabilly
Lista de Faixas:
- C. W. McCall – "Convoy"
- Charlie Feathers – "Can't Hardly Stand It"
- Hank Thompson – "It Don't Hurt Anymore"
- Hasil Adkins – "Get Out of My Car"
- Jerry Reed – "You Took All the Ramblin' Out of Me"
- Johnny Cash – "General Lee"
- Johnny Paycheck – "It Won't Be Long (And I'll Be Hating You)"
- Ozark Mountain Daredevils – "If You Wanna Get To Heaven"
- Waylon Jennings – "Are You Sure Hank Done It This Way"
- Waylon Jennings – "I Ain't Living Long Like This"
- Willie Nelson – "Whiskey River"

### Soulwax Radio
DJ: Soulwax
Gênero: Acid House, Electro House, Electroclash, Techno, New Beat, Dance-Punk, Acid Techno
Lista de Faixas:
- Palmbomen – "Stock (Soulwax Remix)"
- Fatal Error – "Fatal Error"
- Supersempfft – "Let's Beam Him Up"
- Mim Suleiman – "Mingi"
- FKCLUB – "The Strange Art (Inflagranti Remix)"
- Matias Aguayo – "El Sucu Tucu"
- Daniel Avery – "Naive Response"
- Joe Goddard feat. Valentina – "Gabriel (Soulwax Remix)"
- Daniel Maloso – "Body Music"
- Green Velvet & Harvard Bass – "Lazer Beams"
- Zombie Nation – "Tryouts"
- Tom Rowlands – "Nothing But Pleasure"
- Jackson and his Computer Band – "Arp #1"
- Goose – "Synrise (Soulwax Remix)"
- Transistorcake – "Mr. Croissant Taker"
- Tiga – "Plush (Jacques Lu Cont Remix)"
- The Hacker – "Shockwave (Gesaffelstein Remix)"
- Pulp – "After You (Soulwax Remix)"

### East Los FM
DJ: DJ Camilo & Don Cheto
Gênero: Mexican Electronica, Hip-Hop, Rock, Ska, Mexican Pop, Banda, Cumbia
Lista de Faixas:
- Los Buitres De Culiacan Sinaloa – "El Cocaino"
- Mexican Institute of Sound – "Es-Toy"
- Nina Dioz – "Criminal Sound"
- La Vida Bohème – "Radio Capital"
- Fandago – "Autos, Moda y Rock and Roll"
- Don Cheto – "El Tatuado"
- Sonora Dinamita – "Se Me Perdió La Cadenita"
- She's A Tease – "Fiebre de Jack"
- Maldita Vecindad – "Pachuco"
- Hechizeros Band – "El Sonidito"
- Milkman – "Fresco"
- Jessy Bulbo – "Maldito"
- La Liga featuring Alika – "Yo Tengo El Don"
- Los Tigres del Norte – "La Granja"
- Los Ángeles Negros – "El Rey Y Yo"

### West Coast Classics
DJ: DJ Pooh
Gênero: Classic West Coast Hip-Hop, Gangsta Rap, G-Funk, Golden Age Hip-Hop
Faixas:
- 2pac – "Ambitionz Az A Ridah"
- Compton's Most Wanted – "Late Night Hype"
- DJ Quik – "Dollarz & Sense"
- Dr. Dre com Snoop Dogg – "Still D.R.E."
- Dr. Dre com Snoop Dogg – "The Next Episode"
- Ice Cube – "You Know How We Do It"
- Kausion – "What You Wanna Do"
- King T – "Played Like a Piano"
- Kurupt – "C-Walk"
- Mack 10 com Tha Dogg Pound – "Nothin' But the Cavi Hit"
- MC Eiht – "Streiht Up Menace"
- N.W.A – "Appetite for Destruction"
- N.W.A – "Gangsta Gangsta"
- Snoop Dogg – "Gin and Juice"
- Tha Dogg Pound – "What Would U Do"
- The Geto Boys – "Mind Playin' Tricks on Me"
- Too $hort – "So You Want To Be a Gangster"

## Estações generalistas

### Blaine County Talk Radio
Programa: Blaine County Radio Community Hour (em tradução livre "Hora da Comunidade da Rádio do Condado de Blaine")
Locutor: Ronald Jakowski (voz de David Mogentale)
Temas:
Programa: Beyond Insemination (tradução livre: "Além da Inseminação")
Locutor: Duane Earl (voz de Danny McBride)
Temas: Vários tópicos de conversa com chamadas de ouvintes
Programa: Bless Your Heart (tradução livre: "Abençoe Seu Coração")
Locutor: Bobby June, Ricky e Samantha Muldoon (voz de Trish Suhr, Shelton Smith, Alexy Anothony e Melissa van der Schyff)
Temas: Convidados especiais, Jock Cranley

### WCTR: West Coast Talk Radio
Programa: Chakra Attack
Locutor: Dr. Ray De Angelo Harris and Cheryl (voiced by J. B. Smoove and Annie Lederman)
Temas: a anunciar
Programa: The Fernando Show
Locutor: Fernando Martinez e Jo (voz de Frank X. Chavez e Ann Scobie)
Temas: a anunciar
Programa: Chattersphere
Locutor: Lazlow, Michele Makes e Brother Adrian (vo de Lazlow Jones, Rachel Feinstein e John Keating)
Temas: a anunciar
Cada talk radio só abrange um condado, a WCTR só pega em Los Santos e a BCTR em Blaine County. Atravessando o limite dos condados, uma rádio alterna para a outra

## Outras músicas
- Danny Elfman - "Clown Dream" (licenciado a partir da banda sonora de Pee-Wee's Big Adventure; toca durante uma sequência em que Trevor, sob efeito de drogas, tem de lutar contra um grupo de palhaços demoníacos).

- Visitors - "V-I-S-I-T-O-R-S"; toca durante uma sequência em que Michael, sob efeito de drogas tem de lutar contra um grupo de alienígenas.

- Wavves - "Dog"; toca durante uma o terceiro caminho.

- Alex Dolby - "Under Pressure"; toca durante uma resident dj missão 1: Solomun.

- DJ Brian - "Under The Fleuroscope"; toca durante uma o diamante cassino e recorrer - grande abertura.

- HEALTH - SLAVES OF FEAR (ARENA WAR REMIX); toca durante uma arena guerra - modos de jogo.